# Souimanga améthyste
Chalcomitra amethystina
Espèce
Statut de conservation UICN

 LC  : Préoccupation mineure
Le Souimanga améthyste (Chalcomitra amethystina) est une espèce de passereaux de la famille des Nectariniidae.

## Répartition et habitat
Cet oiseau fréquente forêts humides de plaine et savane sèche dans le sud de l'Afrique subsaharienne.

## Sous-espèces
D'après Alan P. Peterson, il en existe 6 sous-espèces :
- Chalcomitra amethystina adjuncta (Clancey) 1975 ;
- Chalcomitra amethystina amethystina (Shaw) 1812 ;
- Chalcomitra amethystina deminuta Cabanis 1880 ;
- Chalcomitra amethystina doggetti (Sharpe) 1902 ;
- Chalcomitra amethystina kalckreuthi (Cabanis) 1878 ;
- Chalcomitra amethystina kirkii (Shelley) 1876.